# Bernardin Palaj
Boldog Bernardin Palaj (Shllak, 1894. december 2. – Shkodra, 1946. február vagy december) albán ferences szerzetes, folklorista, költő. Albánia vértanúinak egyikeként Ferenc pápa 2016. november 5-én avatta boldoggá.

## Életútja
A shkodrai ferences iskola elvégzését követően 1911 szeptemberében lépett be a ferences rendbe. Ezt követően az ausztriai Salzburgban folytatta tanulmányait, majd 1916-tól élete végéig a shkodrai ferences templom orgonistája volt. 1918-ban szentelték pappá. Élete során a Collegium Illyricumban tanított latin és albán nyelvet, valamint a pulti régió és a rubiki egyházközség plébánosa is volt. 1923 áprilisától 1924 decemberéig Anton Harapi, Shuk Gurakuqi, Ndre Mjeda és Gjergj Fishta oldalán részt vett Amet Zogu politikai ellenzékének shkodrai lapja, az Ora e Maleve (’A Hegyek Szelleme’) szerkesztésében. Zogu rendőrsége 1924 végén politikai tevékenysége miatt letartóztatta, de Lazër Mjeda shkodrai érsek közbenjárására szabadlábra helyezték.
Albánia olasz annexiója, a második világháború kitörése évében, 1939-ben rendőrkapitányi feladatokat vállalt a megszálló hatalom szolgálatában. Bár tisztségét 1944-ig megtartotta, 1942-től sokat betegeskedett. Az 1944. novemberi kommunista hatalomátvétel után a hegyek között rejtőzött el a számonkérés elől. Az államrendőrség végül 1946-ban bukkant rá Rubikban. Letartóztatása után embertelen kínzásokat kellett végigszenvednie. Miután napokra rozsdás szögesdróttal összekötözött kézzel a cellájában hagyták, 1946 februárjában vagy decemberében – még mielőtt a perére sor kerülhetett volna – tetanuszban meghalt. A shkodrai kórház udvarán temették el.
A népköztársaság börtöneiben és kivégzőosztagai előtt életét vesztett harmincnyolc római katolikus papot, köztük Bernardin Palajt, Ferenc pápa 2016. november 5-én Shkodrában Albánia vértanúinak nyilvánította, és valamennyiüket boldoggá avatta. Emléknapja november 5.

## Munkássága
Az 1919 és 1934 között eltelt időszakban szenvedélyesen gyűjtötte az észak-albániai hegyvidékek népköltészeti alkotásait, a szövegeket rendszerint a Hylli i Dritës (’Hajnalcsillag’) folyóirat lapjain közölte. A legrégibb és egyik legnagyobb albán hősepikai ciklust, a határvédő énekeket Donat Kurti és Palaj készítette elő kiadásra és jelentette meg Kângë kreshnikësh dhe legenda címen 1937-ben. A második világháború éveiben, 1942-től a hegyvidéki törzsek között végzett társadalomnéprajzi terepmunkát, a törzsi szerveződés sajátosságai mellett a jogszokások rendszerét kutatta.
Költői életművének legjavát 1934 és 1941 között írta, és szintén a Hylli i Dritës hasábjain publikálta. Döntően klasszikus stílusú verseket és elégiákat szerzett, de megpróbálkozott a kisprózával is. Költeményeit a Giosuè Carducci hatásáról tanúskodó harmonikus zeneiség és érett formanyelv jellemezte. Legkedveltebb költői témája a történelmi múlt és az albán népi kultúra gazdagságának hazafias idealizálása volt. Már legelső, Kukel Lapaj álnéven írott, Prej burgut të jetës (’Az élet börtönéből’) című, az ember bűnbeeséséről és a megváltásáról szóló 248 soros elégiájával nagy feltűnést keltett. Mestere, Gjergj Fishta halálára egy 1180 soros elégiát írt Kah nata e vetme (’Az éjszaka magánya felé’) címmel.